# ميسيل أوتيرو
ميسيل أوتيرو (بالإنجليزية: Angel Otero)‏ هو رسام أمريكي، ولد في 1981 في سان خوان في بورتوريكو.